# Anthomyia confusanea
Anthomyia confusanea is een vliegensoort uit de familie van de bloemvliegen (Anthomyiidae). De wetenschappelijke naam van de soort is voor het eerst geldig gepubliceerd in 1985 door Michelsen in Michelsen & Baez.